# Mina da Passagem

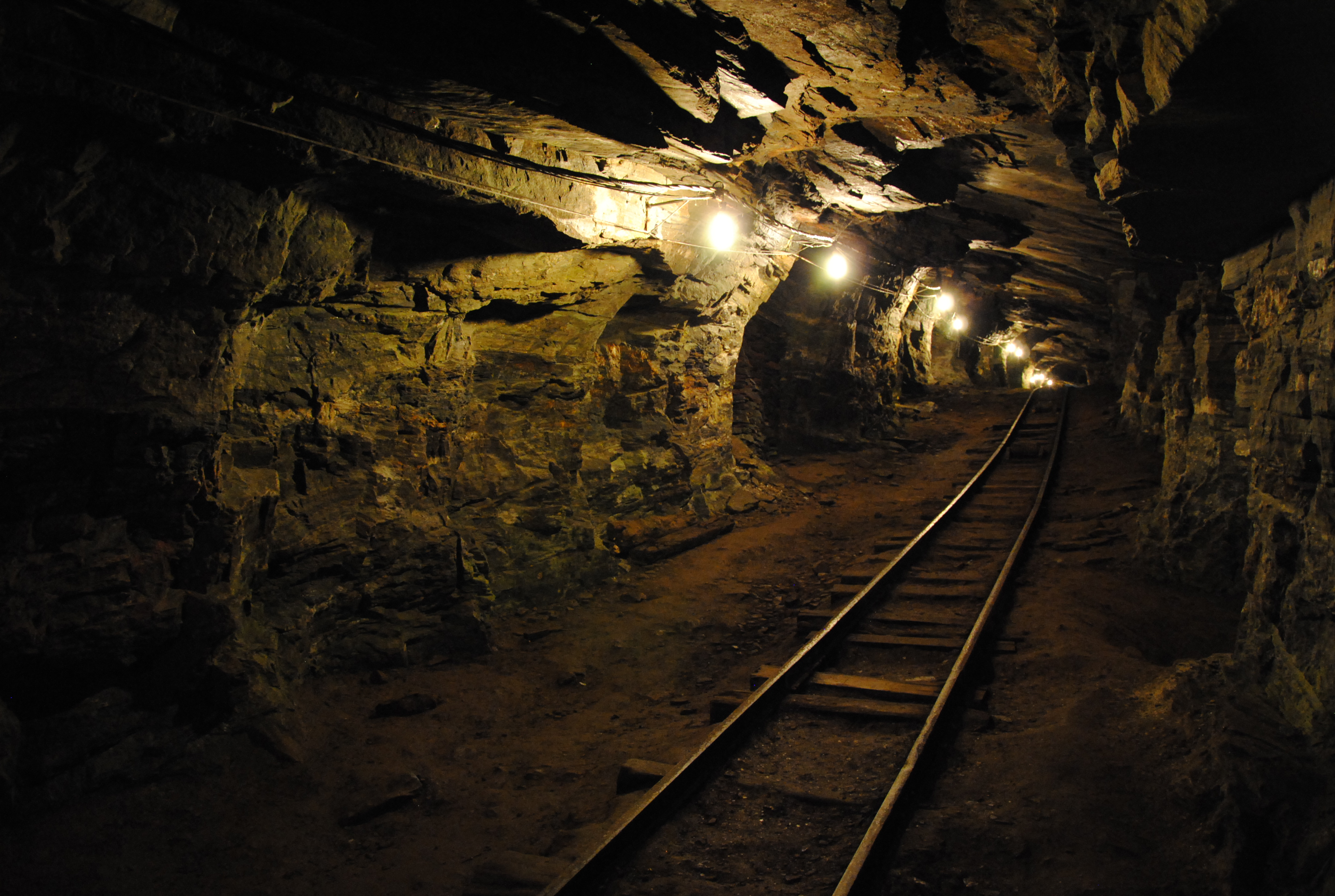
A mina da Passagem

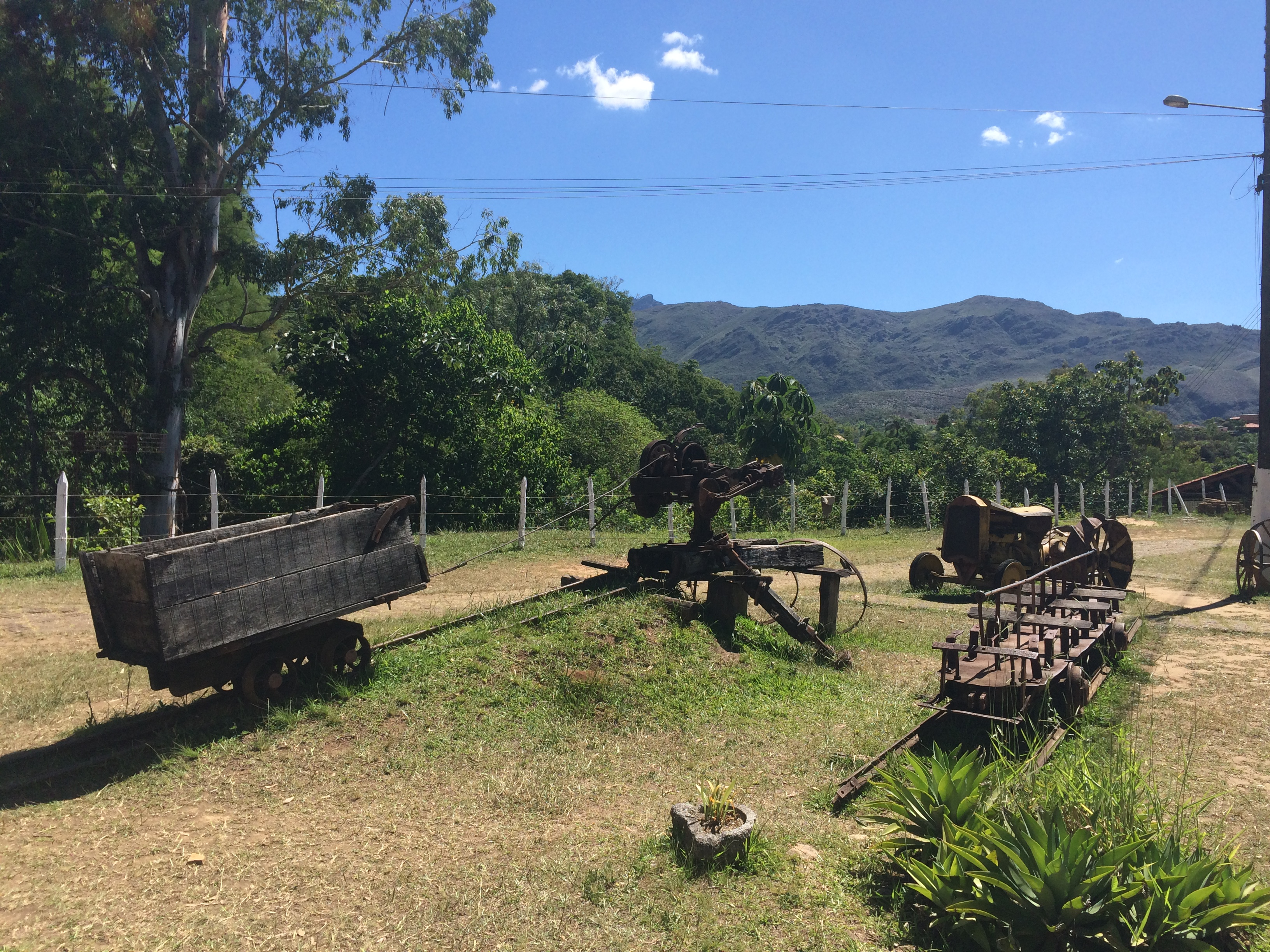
Museu da Mina da Passagem

A Mina da Passagem é uma das maiores minas ainda existentes para visitação no mundo, localizada no município brasileiro de Mariana, na área do Quadrilátero Ferrífero, no estado de Minas Gerais. Situada no distrito de Passagem de Mariana e com cerca de 7 200 km² de extensão, a mina da passagem é a maior mina dessa região com os seus 30 km de túneis, com lagos subterrâneos de águas cristalinas.
No ano de 1729 foram descobertas as primeiras jazidas da mina, que só começaram a ser exploradas mais de 100 anos depois. Durante o ciclo do ouro em Minas Gerais pelos portugueses e ingleses que chegaram a extrair 35 toneladas de ouro. A mina foi paralisada em 1954, mas foi reaberta para visitação na década de 1970. Nos dias de hoje a mina é utilizada para turismo, é um dos maiores pontos de encontro de mergulhadores de cavernas no Brasil. Mas a mina também é um grande campo para pesquisadores que vem do mundo todo pesquisar os segredos e mistérios ainda não descobertos no seu interior.